# Andrés Fassi
Andrés Fassi (* 29. Januar 1962 in Córdoba) ist ein argentinischer Fußballtrainer und Sportlehrer, der gegenwärtig beim mexikanischen Erstligisten Pachuca als Sportdirektor unter Vertrag steht.

## Leben
Fassi arbeitete zunächst als Sportlehrer bei seinem Heimatverein Belgrano, dem Stadtrivalen seines Lieblingsvereins Talleres, bei dem er Mitglied ist, und anschließend bei San Lorenzo de Córdoba, bevor er Anfang 1997 zum abstiegsbedrohten CF Pachuca nach Mexiko wechselte.
Erstmals betreute er Pachuca als Cheftrainer am 2. März 1997 in einem Heimspiel gegen Morelia (2:2) und führte die Mannschaft über die volle Distanz von zehn Spielen bis zum Saisonende, konnte aber (mit der Bilanz von drei Siegen, einem Remis und sechs Niederlagen) den Abstieg der Tuzos nicht verhindern. Dennoch blieb er auch in der Zweitliga-Saison 1997/98 Chefcoach der Tuzos und schaffte den sofortigen Wiederaufstieg. In die Erstliga-Saison 1998/99 startete die von ihm betreute Mannschaft mit einem Sieg gegen die Tigres UANL (3:1), verlor aber die nächsten fünf Spiele in Folge. Daher wurde Fassi am 6. September 1998 nach der Heimniederlage gegen Morelia (die Mannschaft, gegen die er ziemlich genau 18 Monate vorher seinen Einstand als Cheftrainer bei Pachuca gegeben hatte) durch den späteren Trainer der Nationalmannschaft, Javier Aguirre, abgelöst.
Seit mehreren Jahren ist Fassi als Sportdirektor bei Pachuca tätig und hat eine sportliche Zusammenarbeit mit seinem Herzensverein Talleres in die Wege geleitet.